# Rayonnement cyclotron
Le rayonnement cyclotron est un rayonnement électromagnétique émis par des particules chargées en mouvement lorsqu'elles sont déviées par un champ magnétique. La force de Lorentz qui s'exerce sur ces particules perpendiculairement aux lignes de champ magnétique et à la direction du mouvement les accélère, ce qui entraîne l'émission d'un rayonnement.
Le nom de ce rayonnement provient du cyclotron, un type d'accélérateur de particules utilisé depuis les années 1930 afin de créer des particules de haute énergie destinées à la recherche. Le cyclotron utilise les orbites circulaires suivies par les particules chargées dans un champ magnétique uniforme. En outre, la période de l'orbite est indépendante de l'énergie des particules, ce qui permet de faire fonctionner un cyclotron à une fréquence précise donnée, sans avoir à se préoccuper de l'énergie des particules à un instant donné. Cependant, le rayonnement cyclotron n'est pas émis seulement dans les cyclotrons, mais dans toutes les situations où des particules chargées se déplacent dans un champ magnétique. Par exemple, le rayonnement cyclotron émis par les plasmas dans l'espace interstellaire, au voisinage des trous noirs et dans d'autres phénomènes astronomiques est une importante source d'information sur les champs magnétiques éloignés ; la planète Jupiter, en particulier, est une source intense de rayonnement cyclotron.
La puissance (énergie par unité de temps) du rayonnement émis par chaque électron peut être calculée à l'aide de la formule suivante :
{\displaystyle -{\frac {{\rm {d}}E}{{\rm {d}}t}}={\frac {\sigma _{\rm {Th}}B^{2}V^{2}}{c\mu _{0}}}},
où E est l'énergie, t le temps, σTh la section efficace de Thomson totale, B l'intensité du champ magnétique, V la composante de vitesse perpendiculaire au champ magnétique, c la vitesse de la lumière et μ0 la perméabilité du vide. Dans le contexte de la fusion par confinement magnétique, les pertes par rayonnement cyclotron se traduisent par l'exigence d'une densité d'énergie du plasma en rapport avec la densité d'énergie du champ magnétique (voir l'article consacré à la fusion aneutronique).
Il est probable que l'explosion d'une bombe nucléaire en haute altitude puisse produire un rayonnement cyclotron bref et intense. En effet, les rayons gamma produits lors de l'explosion entraîneraient l'ionisation des atomes de la haute atmosphère, et les électrons ainsi libérés interagiraient avec le champ magnétique terrestre pour produire un rayonnement cyclotron sous forme d'une impulsion électromagnétique (IEM ou EMP). Ce phénomène est un sujet de préoccupation pour les militaires car une telle impulsion est susceptible d'endommager gravement les équipements électroniques.
La fréquence correspondant au pic principal du spectre du rayonnement cyclotron est identique à celle de l'orbite de la particule. Le spectre possède également des harmoniques qui sont le résultat d'imperfections dans l'environnement du point d'émission, et qui ont pour effet d'élargir les raies spectrales. La source la plus évidente de cet élargissement est la présence d'inégalités dans le champ magnétique : lorsqu'un électron passe d'une région du champ à une autre, sa fréquence d'émission varie en fonction de l'intensité du champ. Il existe également d'autres sources d'élargissement des raies, comme l'imperfection de l'orbite des électrons, des distorsions produites par les interactions avec le plasma environnant, ainsi que des effets relativistes si l'énergie des particules chargées est suffisamment élevée. Lorsque les électrons se déplacent à des vitesses relativistes, le rayonnement cyclotron est appelé rayonnement synchrotron.
Le mouvement de recul subi par une particule lors de l'émission d'un rayonnement cyclotron est appelé réaction de rayonnement. Dans un cyclotron, la force de réaction de rayonnement agit comme une résistance au mouvement, le travail nécessaire pour la vaincre constituant le principal coût énergétique de l'accélération d'une particule. Les cyclotrons sont les principaux exemples de systèmes où l'on rencontre une telle force de réaction.